# Mean Girls (film 2024)
Mean Girls è un film del 2024 diretto da Arturo Perez Jr. e Samantha Jayne.
La pellicola è l'adattamento cinematografico dell'omonimo musical di Jeff Richmond, Nell Benjamin e Tina Fey portato al debutto a Broadway nel 2018 e a sua volta tratto dal film Mean Girls di Mark Waters ispirato al libro di Rosalind Wiseman.

## Trama
Cady Heron, una sedicenne vissuta in Kenya e che ha studiato a casa, torna negli Stati Uniti con sua madre per frequentare la North Shore High School. La ragazza fa amicizia con gli outsider Janis 'Imi'ike e Damian Hubbard, che le presentano le varie cricche e la avvertono di evitare le "Plastics", formate dall'insicura Gretchen Wieners, dalla poco intelligente Karen Shetty e dall'"ape regina" Regina George. Regina invita Cady a unirsi alle Plastics; Janis sfrutta questa opportunità per convincere Cady a infiltrarsi nel gruppo per lei.
Cady è attratta da Aaron Samuels, uno studente dell'ultimo anno del suo corso di calcolo ed ex fidanzato di Regina. Cady confida a Gretchen e Karen che le piace Aaron, che la avvertono essere off-limits poiché è uscito con Regina. Cady va a casa di Regina con le Plastics e la madre di Regina trova il suo vecchio "album rosa", in cui le Plastics hanno scritto commenti crudeli sugli studenti e sul personale della scuola.
Cady racconta a Janis e Damian dell'album, e loro le spiegano che Janis e Regina una volta erano amiche, ma che litigarono dopo che Regina svelò a tutta la scuola che Janis era lesbica. Cady inizia a fingere di non capire la matematica per avvicinarsi ad Aaron, che la invita alla sua festa di Halloween. Regina scopre la cotta di Cady per Aaron e, in un impeto di gelosia, flirta con lui per poi baciarlo davanti a Cady. Cady si rende conto che Janis aveva ragione su Regina e accetta di impegnarsi nel suo piano per rovinarle la reputazione.
Cady fa mangiare a Regina delle barrette Kälteen facendole credere di perdere peso e sostituisce la sua crema per il viso con lo strutto. Il trio fa leva sulle insicurezze di Gretchen inviando un biglietto d'auguri natalizio a Cady per conto di Regina, facendole credere che Cady sia la sua nuova migliore amica. Gretchen svela a Cady i segreti di Regina, incluso il fatto che tradisca Aaron con il giocatore di football Shane Oman. La reputazione di Regina subisce un ulteriore colpo quando una sua disastrosa performance al talent show natalizio scolastico diventa virale. Con il crollo dello status sociale di Regina, Cady diventa la nuova "ape regina".
Janis invita Cady alla sua mostra d'arte, ma questa le dice di doversi assentare con sua madre per un viaggio d'affari. Tuttavia, successivamente Cady convince sua madre a lasciarla restare a casa e organizza segretamente una festa, dove ammette ubriaca ad Aaron di aver finto di non essere brava in matematica per avvicinarsi a lui. Aaron la rimprovera per essere diventata manipolatrice quanto Regina e se ne va. Cady lo insegue e si imbatte in Janis, che la affronta dicendole di essere cattiva come Regina. Cady accusa Janis di essere innamorata di lei; Janis le risponde che è diventata una Plastic in tutto e per tutto, e rinuncia alla loro amicizia.
Regina scopre di non essere stata invitata alla festa e che Cady le ha mentito sulle barrette Kälteen. Allora Regina aggiunge se stessa all'album rosa e lo lascia di proposito nel corridoio della scuola. Quando viene trovato, scoppia una rivolta tra le ragazze a causa delle voci contenute nell'album. Il preside Duvall e l'insegnante di matematica, la signorina Norbury, portano le ragazze in palestra per trovare l'autrice dell'album. La signorina Norbury incoraggia le ragazze a scusarsi a vicenda per il loro modo di comportarsi con gli altri. Janis rivela il piano per vendicarsi di Regina, che se ne va arrabbiata e, durante un litigio con Cady, viene investita da un autobus.
Cady, resasi conto dei danni che ha causato, si assume tutta la responsabilità per l'album e viene sospesa per tre settimane. La signorina Norbury offre a Cady un modo per guadagnare crediti extra unendosi ai Matleti nei campionati statali di calcolo, e la ragazza si riscatta aiutando la squadra a vincere. Al ballo di primavera, Cady si riconcilia con Regina e viene eletta reginetta del ballo, ma spezza la coroncina di plastica e ne distribuisce i pezzi alle ragazze, dicendo loro di essere tutte speciali a modo loro. Dopodiché si scusa con Janis e Damian, che la accettano nuovamente come loro amica, e fa ammenda con le Plastics. Infine, Cady fa pace anche con Aaron e i due si baciano.

## Produzione

### Sviluppo
Nel gennaio 2020 Tina Fey ha annunciato che il musical Mean Girls sarebbe stato adattato per il grande schermo e nel settembre 2021 Arturo Perez Jr e Samantha Jayne si sono uniti al progetto in veste di registi. Nel dicembre 2022 Angourie Rice, Reneé Rapp, Auliʻi Cravalho e Jaquel Spivey si sono uniti al cast rispettivamente nei ruoli di Cady, Regina, Janis e Damian, mentre nel febbraio 2023 Christopher Briney, Bebe Wood, Avantika Vandanapu si sono uniti al cast, che avrebbe incluso anche Tina Fey e Tim Meadows nei ruoli precedentemente interpretati nel film del 2004.

### Riprese
Le riprese principali si sono svolte a Middletown tra il marzo e aprile 2023.

## Colonna sonora
Jeff Richmond e Nell Benjamin hanno rielaborato per l'adattamento cinematografico le canzoni da loro scritte per il musical teatrale; Richmond ha anche composto la colonna sonora del film. Quattordici canzoni del musical non sono state inserite nel film per evitare problemi di tonalità e renderlo meno teatrale, tra cui Where Do You Belong?, Fearless, Stop, Whose House Is This?, More Is Better, Do this Thing e i reprise di Stupid with Love e A Cautionary Tale.
Reneé Rapp ha collaborato con Richmond e Benjamin per la scrittura di una nuova canzone per Cady, intitolata What If's, in sostituzione di It Roars, la canzone introduttiva del personaggio nel musical teatrale. Rapp ha anche co-scritto Not My Fault con Alexander 23, Billy Walsh, Jasper Harris, Richmond, Megan Pete, Benjamin e Ryan Tedder, canzone interpretata da lei e dalla rapper americana Megan Thee Stallion che non è stata utilizzata come numero musicale nel film.

### Tracce
1. A Cautionary Tale –  Auliʻi Cravalho e Jaquel Spivey
2. What If's –  Angourie Rice
3. Meet the Plastics – Reneé Rapp
4. Stupid with Love – Rice e il cast
5. Apex Predator – Cravalho e Spivey
6. What's Wrong with Me? – Bebe Wood
7. Sexy – Avantika
8. Someone Gets Hurt – Rapp
9. Revenge Party – Cravalho, Spivey, Rice, Tim Meadows e il cast
10. World Burn – Rapp e il cast
11. I'd Rather Be Me – Cravalho e il cast
12. I See Stars – Rice e il cast
13. Not My Fault – Rapp e Megan Thee Stallion

Sono inoltre presenti nel film senza essere inseriti nella colonna sonora i numeri musicali: iCarly Theme, Kevin G's Rap, Rockin' Around the Pole, Someone Gets Hurt (Reprise) e Stupid with Love (Reprise).

## Promozione
Il primo trailer del film è stato pubblicato il 7 novembre 2023.

## Distribuzione
Il film sarebbe dovuto essere inizialmente distribuito direttamente in streaming su Paramount+, ma nel settembre 2023 ne è stata annunciata la distribuzione cinematografica. L'anteprima mondiale si è tenuta l'8 gennaio 2024 a New York.
Il film ha ricevuto una distribuzione limitata nelle sale italiane dall'11 gennaio 2024, mentre in quelle statunitensi è stato distribuito il giorno seguente.

## Accoglienza

### Incassi
Il film ha incassato 72404248 $ in Nordamerica e 32389183 $ nel resto del mondo, per un totale di 104793431 $.

### Critica
Sul sito aggregatore di recensioni Rotten Tomatoes il 69% delle 250 valutazioni della critica è positivo, con una valutazione media di 6,2 su 10. Il consenso del sito recita: "Preservando l'essenza dell'originale e aggiungendo qualche nuova trovata, per non parlare dei numeri musicali, Mean Girls è un dolce (anche se leggero) aggiornamento con un cast eccezionale.". Metacritic assegna al film un punteggio di 58 su 100 sulla base di 47 recensioni, riportando recensioni "miste o medie". Il pubblico intervistato da CinemaScore ha assegnato al film un voto medio "B" su una scala da A+ a F, mentre quello intervistati da PostTrak gli ha assegnato un punteggio complessivamente positivo del 70%.